# Carpias longimanus
Carpias longimanus là một loài chân đều trong họ Janiridae. Loài này được Pillai miêu tả khoa học năm 1954.